# Prstence Saturnu

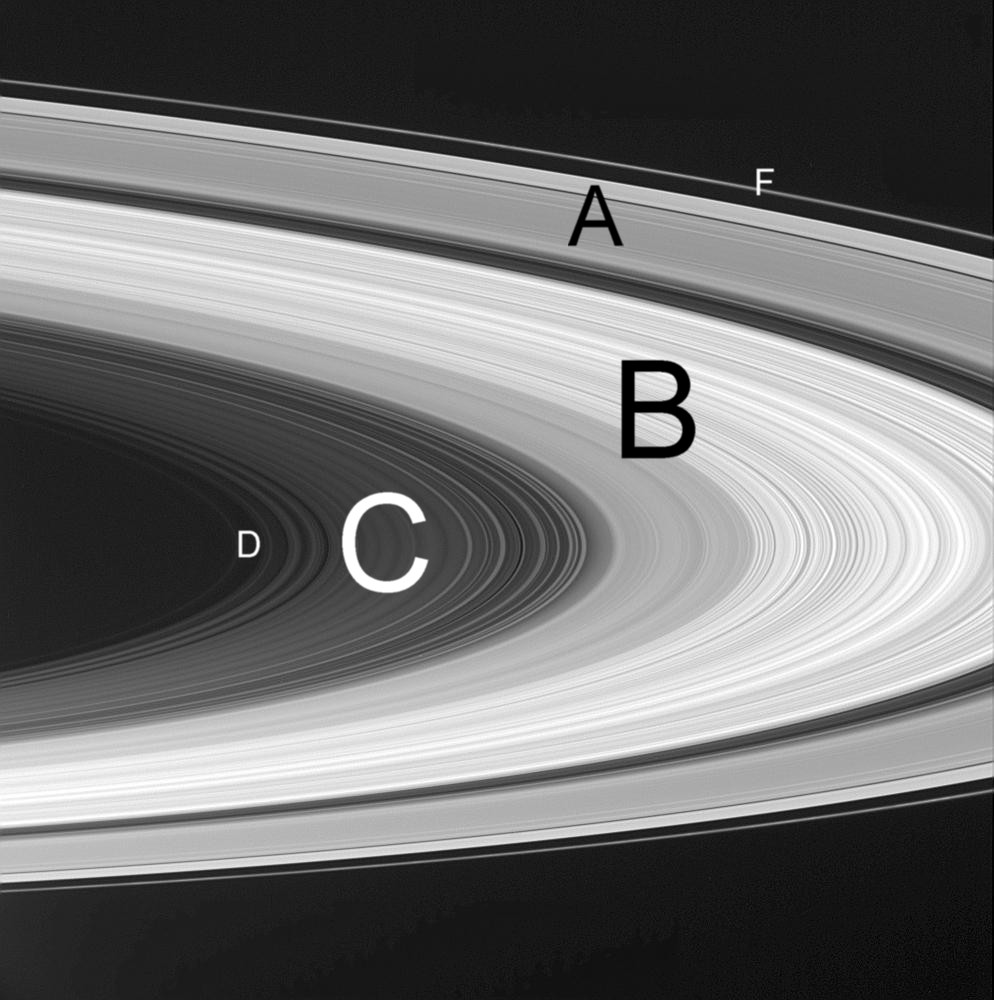
Prstence

Saturnovy prstence jsou prstence z ohromného množství úlomků ledu a prachu obepínající planetu Saturn v rovině jeho rovníku. V rovině Saturnu se nachází soustava prstenců, která svou rozlohou patří mezi nejrozsáhlejší kruhový systém planety ve Sluneční soustavě. Prstence mají dohromady průměr 280 000 km, ale jsou tenké jen několik desítek metrů. Složeny jsou z částic o velikosti několika centimetrů až po desítky metrů a jsou převážně z ledu (některé mohou být i ledem pokryty), dále také obsahují stopy křemíkových a uhlíkových minerálů. Vědci se však nedokážou shodnout na jejich stáří a původu. Některé vlastnosti ukazují na poměrně novou existenci, kdežto teoretické modely ukazují, že byly vytvořeny již v dávné historii Sluneční soustavy.[zdroj?]

## Charakteristika
Prstence mají průměr přes 280 000 km, jejich tloušťka však obvykle nepřesahuje několik stovek metrů.
Prstence jsou tak velké, že je možné je vidět i obyčejným amatérským dalekohledem. Již v roce 1612 viděl prstence Galileo Galilei; předpokládal však, že jde o dva Saturnovy měsíce. První, kdo pochopil, co tyto prstence ve skutečnosti jsou, byl až Holanďan Christiaan Huygens.
Ze Země se jeví rozdělené na šest prstenců, fotografie sond Voyager 1 a dalších ovšem ukázaly, že jich jsou tisíce.
Vznik Saturnových prstenců není příliš jasný. Někteří se domnívají, že jde o zbytky po vzniku Saturnu, a jiní zas tvrdí, že to jsou zbytky měsíců, které obíhaly příliš blízko a rozpadly se.

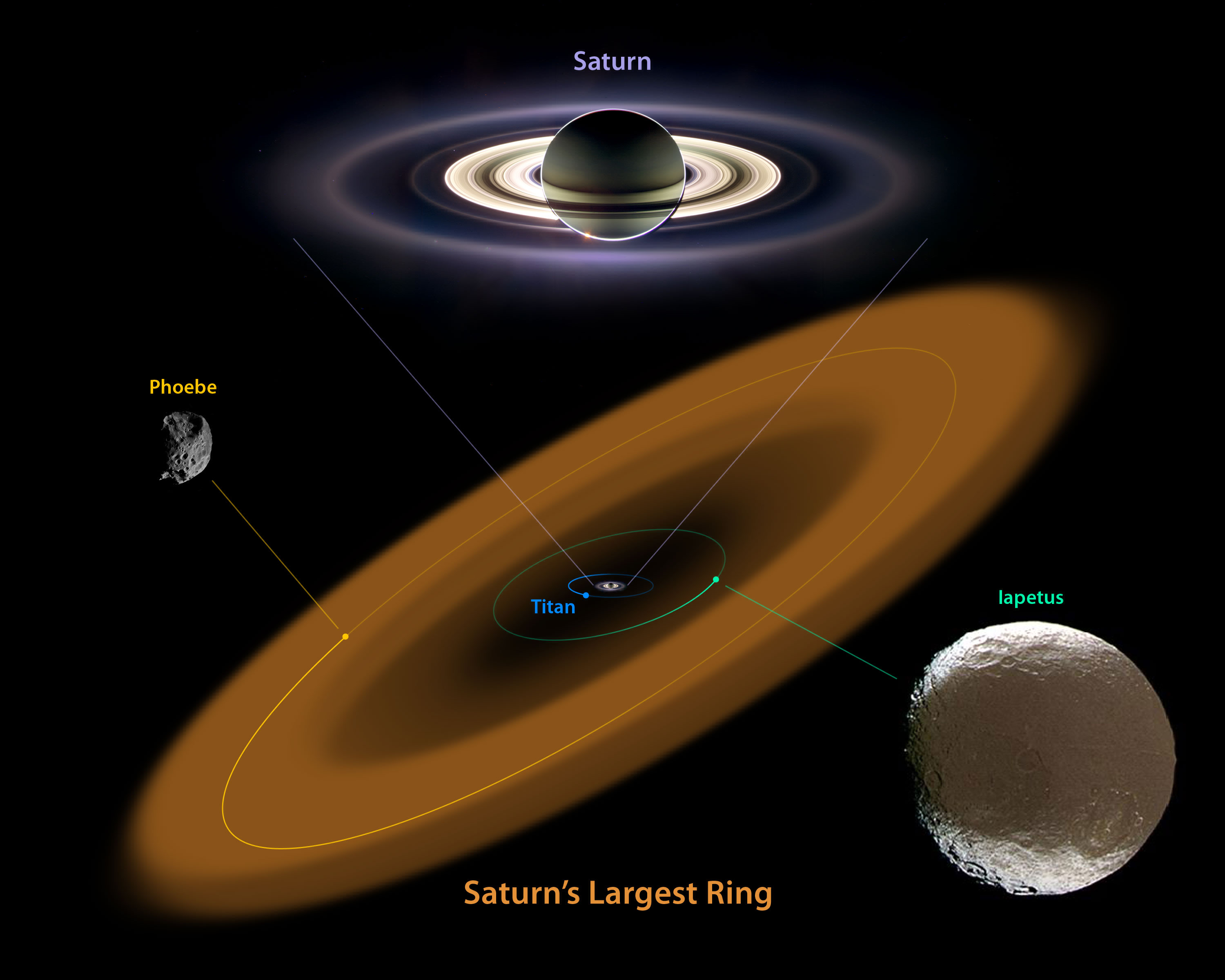
Obří prstenec zahrnující dráhu měsíce Phoebe

Mimo soustavu ekvatoriálních prstenců byl v r. 2009 objeven Spitzerovým vesmírným dalekohledem další prstenec odlišného charakteru. Má obrovské rozměry, řádově 100× větší než klasické prstence (vnitřní okraj 6 milionů km od planety, vnější až 12 milionů km, tloušťka kolem dvacetinásobku průměru planety). Jeho rovina je skloněna o 27° oproti rovině hlavních prstenců, jeho částice obíhají opačným směrem než u jiných prstenců. Zahrnuje i dráhu měsíce Phoebe. Je velmi řídký. Předpokládá se, že je složen pouze z jemných prachových částic, které jen málo odrážejí viditelné světlo. To spolu s jeho extrémně nízkou hustotou způsobuje, že není v klasických dalekohledech pozorovatelný (byl objeven při pozorování v infračervené oblasti spektra).

## Historie
Přestože odraz od prstenců zvyšuje viditelnost Saturnu, nedokážeme je ze Země pouhým zrakem pozorovat. V roce 1612 se stal Galileo Galilei první osobou, která pozorovala právě Saturnovy prstence. Po pěti letech jako první popsal tento jev Christiaan Huygens. I když je série složena z malých prstenců, jsou mezi sebou vyplněny jen málo mezerami. Velké mezery se nachází tam, kde hustota částic nejvíc klesá.

## Dělení

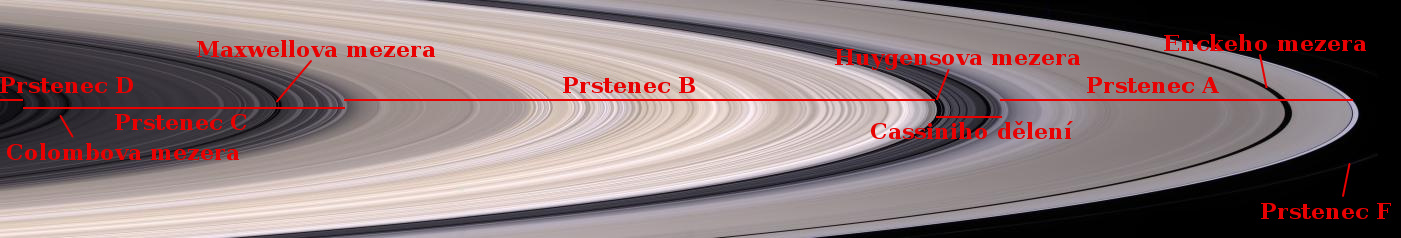
Panoramatický pohled na prstence Saturnu. Širší, šedý prstenec je prstenec A. Z vnitřní strany ho vymezuje Cassiniho dělení, největší mezera mezi Saturnovými prstenci. Za ní se nachází široký prstenec B, potom tenčí a tmavší prstenec C a nejvnitřnější je prstenec D.

Prstence dělíme na čtyři hlavní a tři slabší skupiny prstenců. Do doby kosmických sond byly známy tři hlavní prstence A, B, C a dva slabé, ze Země jen málokdy viditelné D a E. Známá byla i Cassiniho mezera. Přestože je nazývána mezerou, nejedná se o mezeru v pravém slova smyslu, jedná se o označení řidší oblasti s četnými prstýnky. Poté, v 80. letech minulého století sonda Pioneer 11 objevila prstenec F a sonda Voyager 1 zaznamenala prstence G. Snímky z Voyagerů zachytily mnohem rozmanitější strukturu. Prstence připomínají velkou gramofonovou desku. Hlavní prstence jsou složeny z tisíců dalších.
Prstenec A
Prstenec A tvoří částice o průměru asi 10 m. Vnější průměr je přibližně 280 000 km. Ve vzdálenosti 240 000 km můžeme spatřit Cassiniho dělení. Nachází se zde i Enckeho dělení.
Prstenec B
Prstenec B, na rozdíl od prstence A, obsahuje vedle tisíců tenkých prstýnků i skvrny, které mají protáhlý tvar ve směru poloměru. Ty se však rychle proměňují. Částice uvnitř těchto skvrn se pohybují stejnou úhlovou rychlostí, takže jejich pohyb se nejspíše řídí magnetickým polem planety, které rotuje stejnou rychlostí. Šířka prstence činí zhruba 30 000 km. Dle pozorování sond je prstenec B nejtmavší s největší tloušťkou a nejmenší propustností slunečních paprsků.
Prstenec C
Prstenec C je řidší než oba předchozí prstence. Obsahuje husté prstýnky, některé ve tvaru elipsy. Rozměr částic se pohybuje okolo 2 metrů. Je nazýván též krepový nebo závojový. Nejvíce propouští, ale i rozptyluje světlo. Přibližně ve tří čtvrtinách prstence C se nachází Maxwellova mezera, pojmenovaná po britském fyzikovi Jamesi Clerku Maxwellovi.
Prstenec E
Prstenec E je nejširší a nejvzdálenější z prstenců Saturnu. Prstenec E je tvořen mikroskopickými částicemi ledu a prachu, jež jsou rozprostřeny mezi oběžné dráhy měsíců Mimas a Titanu. Matematické modely ukazují, že prstenec E je v čase nestálý, měl by zaniknout mezi 10 000 až 1 000 000 lety. Částice, které prstenec tvoří, tak musí být neustále doplňovány z povrchu měsíce Enceladu.
Prstenec F
Prstenec F dle snímků sondy Voyager je tvořen vzájemně se proplétajícími prstýnky. V prstencích se nachází mezery, které jsou způsobeny gravitací vzdálených měsíců. Příkladem může být částice v Cassiniho dělení, která se pohybuje s poloviční dobou oběhu než měsíc Mimas. Jiné mezery a poruchy jsou výsledkem šíření hustotních vln v prstencích.

## Prstence Saturnu v kultuře
- Na prstencích planety Saturn stojí děj vědeckofantastické povídky Marťanský styl (anglicky The Martian Way) spisovatele Isaaca Asimova.[6]
- Prstence Saturnu lze nalézt i ve sci-fi povídce Východ Saturnu (anglicky Saturn Rising) britského spisovatele Arthura C. Clarka.